# Villedieu (Vaucluse)
Villedieu  ist eine französische Gemeinde mit 480 Einwohnern (Stand 1. Januar 2022) im Département Vaucluse in der Region Provence-Alpes-Côte d’Azur. Sie gehört zum Kanton Vaison-la-Romaine im Arrondissement Carpentras.

## Geografie
Villedieu liegt ungefähr sechs Kilometer nördlich von Vaison-la-Romaine entfernt. Die Gemeinde wird im Norden vom Fluss Eygues begrenzt, der gleichzeitig die Grenze zum Département Drôme bildet. Weitere umliegende Gemeinden neben Vaison sind Puyméras, Saint-Romain-en-Viennois und Buisson in Vaucluse, sowie Saint-Maurice-sur-Eygues, Vinsobres und Mirabel-aux-Baronnies in Drôme. Nächstgrößere Städte sind Valréas im Norden (12 km), Bollène im Westen (23 km) und Orange im Südwesten (25 km).

## Verkehr
Die Gemeinde ist mit dem benachbarten Département in Richtung Nordosten über die Departement-Straße D7 verbunden. Die D94 geht in südliche Richtung nach Vaison-la-Romaine. Über die D75 kann Buisson im Westen angefahren werden.

## Geschichte
Die ältesten gefundenen Überreste sind bearbeitete Feuersteine aus dem Paläolithikum. Aus römischer Zeit stammen einige gefundene Grabbeigaben. Villedieu war höchstwahrscheinlich eine gallo-römische villa in der Nähe von Vasio (Vaison-la-Romaine). Der Ortsname leitet sich vom lateinischen Villa Dei ab, für das es allerdings keine schriftlichen Belege gibt.
Später war Villedieu zwischen Templern und Johannitern aufgeteilt. Das Dorf war einst eine mittelalterliche Templerkommende und besaß eine Burg mit einem Turm. 1317 erhielt das Papsttum die Güter der Johanniter und verschenkte diese später an treue Anhänger und Kardinäle weiter. Villedieu gehörte bis 1791 zum Comtat Venaissin und wurde danach ins Königreich Frankreich eingegliedert.

### Einwohnerentwicklung
| Jahr      | 1962 | 1968 | 1975 | 1982 | 1990 | 1999 | 2006 | 2008 |
| --------- | ---- | ---- | ---- | ---- | ---- | ---- | ---- | ---- |
| Einwohner | 442  | 472  | 438  | 480  | 548  | 508  | 506  | 506  |

## Sehenswürdigkeiten
Die mehr als 10 Meter hohe Stadtmauer wurde wie die Kirche wahrscheinlich im 10. Jahrhundert errichtet. Sie wurde im Laufe der Zeit mehrmals restauriert und besitzt drei Stadttore. Das mittlere Tor wird vom Glockenturm gebildet, bei dem noch die Aussparungen für das Fallgitter und ein päpstliches Wappenschild zu sehen sind, das als das einzig authentische im Comtat Venaissin gilt. Der Uhrenturm wird ins 12. Jahrhundert datiert.
Die Stadtmauer ist nur in dem Teil zugänglich, der den Dorfplatz im Nordosten abschließt. Im restlichen Abschnitt sind private Wohnhäuser und eine restaurierte Burg integriert, die angeblich die ehemalige Templerkommende darstellen soll, wahrscheinlich aber eher zu den Johannitern gehörte. Der Donjon des Templiers ist ein quadratischer, in das Längsschiff der Kirche eingebauter Turm mit 18,5 m Höhe. Der Turm ist an der Spitze gezackt und mit Schießscharten sowie drei großen Öffnungen durchbohrt, in denen jeweils eine Glocke hängt.
Die Pfarrkirche Saint-Michel ist romanischen Ursprungs. Sie datiert ins 10. Jahrhundert mit späteren Ergänzungen im 12. Jahrhundert.
Im Viertel Saint-Laurent befindet sich eine gleichnamige kürzlich restaurierte Kapelle.